# Birmingham (Alabama)
Pour les articles homonymes, voir Birmingham (homonymie).
Birmingham (en anglais américain [ˈbɜrmɪŋhæm]) est la plus grande ville de l'État de l'Alabama, aux États-Unis. Elle est le siège du comté de Jefferson, mais des portions de la ville sont aussi situées dans le comté de Shelby. Fondée en 1871 après la guerre de Sécession, en tant qu'entreprise industrielle, son nom provient de Birmingham, la ville industrielle principale d'Angleterre.
La commune de Birmingham avait une population de 212 237 habitants au recensement de 2010, une baisse de 12,6 % par rapport au recensement de 2000. Cependant, Birmingham est le noyau d'une aire urbaine connue sous le nom de Grand Birmingham (Birmingham-Hoover-Cullman Metropolitan Statistical Area) comprenant 1 212 848 habitants, ce qui en fait la 48e aire urbaine des États-Unis. 

## Histoire
Birmingham fut fondée le 1er juin 1871, par les promoteurs immobiliers qui vendirent des lots de terrain près du croisement prévu des chemins de fer des compagnies Alabama & Chattanooga et South & North. L'endroit abritait du minerai, du charbon et du calcaire – les principaux matériaux utilisés pour faire de l'acier – à une proximité remarquable et presque unique au monde. Dès le départ la nouvelle ville fut donc aménagée comme un grand centre industriel mais ses débuts furent lents à cause du choléra et du krach de Wall Street de 1873, après quoi elle commença à se développer rapidement.
Dans les années 1950 et 1960, Birmingham attira l'attention du monde entier pour être devenu le centre du combat pour les droits civiques des Afro-Américains. Le point décisif de ce mouvement survint en 1963 lorsque Martin Luther King Jr., emprisonné pour avoir pris part à une protestation non violente, rédigea la Letter from Birmingham Jail, aujourd'hui célèbre. Cette même année, le 15 septembre, un attentat à la bombe est perpétré contre l'Église baptiste de la 16e rue par des membres du Ku Klux Klan, causant la mort de quatre fillettes noires. Cet attentat et la mort de ces enfants aura un retentissement national et international. Cependant, grâce à l'aide du directeur du FBI, qui a volontairement retardé la transmission du dossier d'enquête aux instances judiciaires, aucune condamnation ne sera prononcée contre Robert Edward Chambliss pour cet attentat avant 1977,.
En 2006, le journal Birmingham News a publié une bouleversante série de photos sur cette ville au début des années 1960. La secrétaire d'État américaine Condoleezza Rice (née en 1954) et la militante communiste Angela Davis (née en 1944) ont grandi à Birmingham pendant cette époque.
Comme dans d'autres villes industrielles américaines, la population dans la ville elle-même a diminué durant les dernières décennies. Elle était de 340 887 en 1960 et de 212 237 en 2000, soit une perte d'environ 40 %. Toutefois, la croissance de ses banlieues durant la même période a permis à la population de l'aire urbaine d'augmenter.
En 1971 la ville célébra son centenaire avec une série de rénovations de bâtiments publics, dont le Vulcan Park. La ville élit son premier maire afro-américain, le Dr Richard Arrington Junior, en 1979.
Durant le XXe siècle, alors que l'industrie déclinait dans l'ensemble de la nation, l'économie de Birmingham a su se diversifier avec succès. Bien que l'industrie en représente un secteur fort, Birmingham est aussi un centre de recherches médicales et un pouvoir régional d'éditeur et bancaire très fort. La ville compte plusieurs universités, dont trois établissements très respectés : l'université Samford (privée, de confession baptiste), l'université Birmingham-Southern (privée, de confession méthodiste mais de tradition laïque) et l'université de l'Alabama à Birmingham (dite « UAB », université d'État). L'université de l'Alabama à Birmingham fait partie des centres de recherches médicales les plus avancés au monde. Son école de médecine a été classée 23e sur le plan national en 2006.

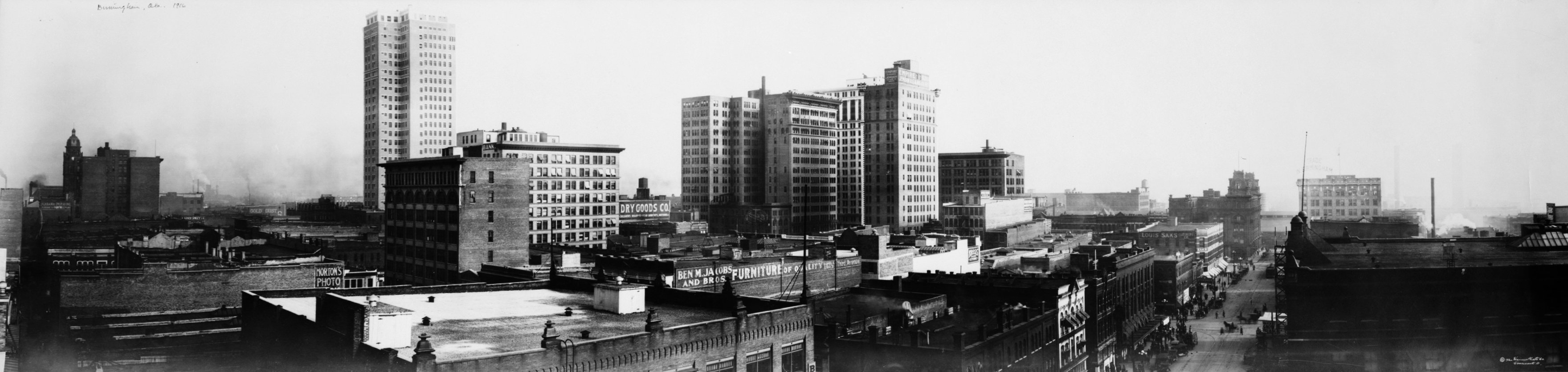
Birmingham aux alentours de 1916

## Économie
Birmingham a été fondée en 1871, pendant l'ère de reconstruction qui a suivi la guerre civile, par la fusion de trois villages agricoles, notamment Elyton. La ville a annexé les communautés voisines, développant un grand centre industriel basé sur l'exploitation minière, l'industrie sidérurgique et le transport ferroviaire. La plupart des premiers colons étaient d'origine anglaise, mais a attiré des immigrants mal payés, non syndiqués (principalement irlandais et italiens), avec les Afro-Américains de l'Alabama rural, qui ont travaillé dans les aciéries de la ville et les hauts fourneaux et lui ont conféré un avantage concurrentiel certain sur les villes industrielles du Midwest et de la Nouvelle-Angleterre.
À la fin des années 1960, Birmingham devient un centre industriel primaire du sud des États-Unis. Sa croissance rapide de 1881 à 1920 lui a valu les surnoms de Ville Magique et de Pittsburgh du Sud. Ses principales industries étaient la production de fer et d'acier. Les principaux éléments de l'industrie ferroviaire, y compris les rails et les wagons de chemin de fer, ont été fabriqués à Birmingham. Les deux principaux hubs de voie ferrée dans le "Sud profond" ont été Birmingham et Atlanta. L'économie a commencé à se diversifier dans la seconde moitié du XXe siècle, alors que les aciéries commençaient à fermer. Les services bancaires, les télécommunications, les transports, la transmission d'électricité, les soins médicaux, l'enseignement collégial et les assurances sont devenus ses principales activités économiques. Birmingham se classe maintenant comme l'un des plus grands centres bancaires aux États-Unis. C'est aussi l'un des centres d'affaires importants du Sud.

## Géographie
Birmingham est 237 km à l'ouest d'Atlanta, 148 km au nord de Montgomery, 385 km au sud-est de Memphis.
Selon le U.S. Census Bureau, la ville a une superficie de 384,9 km2. Birmingham se situe en Alabama. 

### Climat
| Mois                              | jan.  | fév.  | mars  | avril | mai   | juin | jui.  | août | sep.  | oct. | nov.  | déc.  | année   |
| --------------------------------- | ----- | ----- | ----- | ----- | ----- | ---- | ----- | ---- | ----- | ---- | ----- | ----- | ------- |
| Température minimale moyenne (°C) | 0     | 2,2   | 5,6   | 8,9   | 14,4  | 18,3 | 21,1  | 20,6 | 17,2  | 10,6 | 5,6   | 1,7   | 10,5    |
| Température moyenne (°C)          | 6,1   | 8,3   | 12,8  | 16,1  | 20,6  | 24,4 | 26,7  | 26,7 | 23,3  | 17,2 | 11,7  | 7,8   | 16,8    |
| Température maximale moyenne (°C) | 11,7  | 14,4  | 18,9  | 23,3  | 27,2  | 31,1 | 32,8  | 32,2 | 29,4  | 23,9 | 18,3  | 13,3  | 23      |
| Record de froid (°C)              | −21,1 | −16,7 | −16,7 | −3,3  | 2,2   | 5,6  | 10,6  | 10,6 | 2,8   | −2,8 | −15   | −17,2 | −21,1   |
| Record de chaleur (°C)            | 27,2  | 28,3  | 32,2  | 33,3  | 37,2  | 41,1 | 41,7  | 40,6 | 41,1  | 34,4 | 29,4  | 26,7  | 41,7    |
| Précipitations (mm)               | 138,4 | 106,9 | 154,9 | 118,6 | 122,7 | 96   | 129,3 | 88,4 | 102,9 | 82   | 117,6 | 113,5 | 1 371,2 |

## Démographie
| 1880  | 1890   | 1900   | 1910    | 1920    | 1930    | 1940    |
| ----- | ------ | ------ | ------- | ------- | ------- | ------- |
| 3 086 | 26 178 | 38 415 | 132 685 | 178 806 | 259 678 | 267 583 |

| 1950    | 1960    | 1970    | 1980    | 1990    | 2000    | 2010    |
| ------- | ------- | ------- | ------- | ------- | ------- | ------- |
| 326 037 | 340 887 | 300 910 | 284 413 | 265 968 | 242 840 | 212 237 |

## Politique
| Identité                     | Période | Période | Durée |
| Identité                     | Début   | Fin     | Durée |
| ---------------------------- | ------- | ------- | ----- |
| Randall Woodfin (né en 1981) | 2017    |         |       |

## Architecture

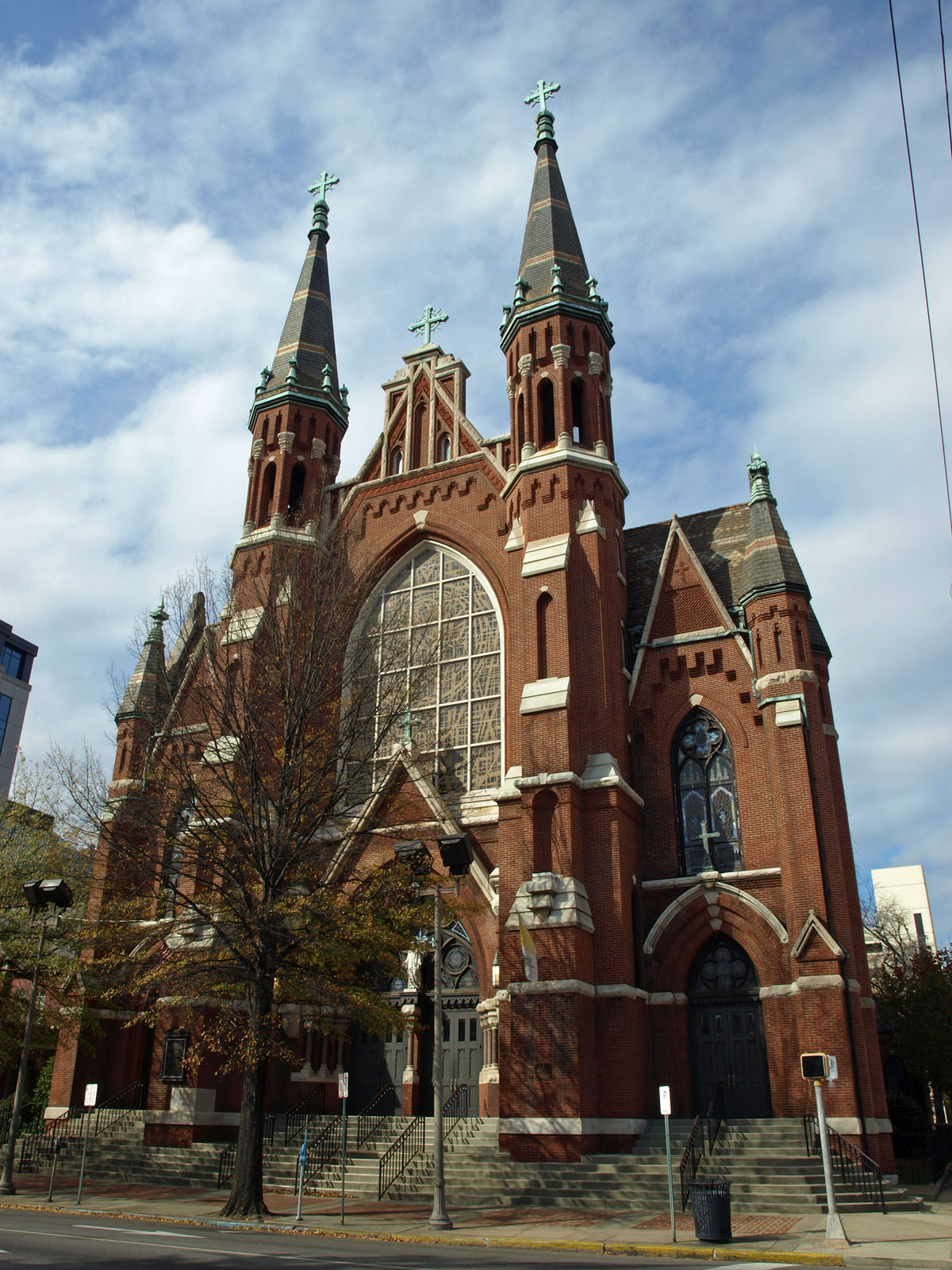
Façade de la cathédrale Saint-Paul

- Cathédrale Saint-Paul, édifice néogothique inscrit au Registre national des lieux historiques (fin du XIXe siècle)
- Église baptiste Béthel, édifice inscrit au Registre national des lieux historiques
- Hôtel Redmont, lui aussi inscrit au Registre national des lieux historiques.

## Transports
Birmingham possède un aéroport (Birmingham International Airport, code AITA : BHM), ainsi qu'une gare ferroviaire (Gare de Birmingham) se trouvant sur la liaison entre La Nouvelle-Orléans et New York.

## Sports
- Barons de Birmingham (AA)
- Bulls de Birmingham (en) (SPHL)
- Birmingham squadron (NBA gleague )

## Jumelages
- Hitachi (Japon) depuis 1983
- Gweru (Zimbabwe)
- Székesfehérvár (Hongrie) depuis 2001
- Pomigliano d'Arco (Italie)
- Vinnytsia (Ukraine) depuis 2003
- Anshan (Chine)
- Guédiawaye (Sénégal) depuis 2005
- Plzeň (Tchéquie)
- Al-Karak (Jordanie) depuis 2005
- Rosh HaAyin (Israël) depuis 2005
- Maebashi (Japon)
- district de Chaoyang (Chine)
- Cobán (Guatemala)